# Chaenodraco wilsoni
Chaenodraco wilsoni is een straalvinnige ijsvis die behoort tot het monotypische geslacht Chaenodraco uit de familie van Channichthyidae (Krokodilijsvissen) en behoort derhalve tot de orde van baarsachtigen (Perciformes). De vis kan een lengte bereiken van 43 cm.

## Leefomgeving
Chaenodraco wilsoni is een zoutwatervis. De vis leeft in een polair klimaat.  De diepteverspreiding is 200 tot 800 m onder het wateroppervlak.

## Relatie tot de mens
Chaenodraco wilsoni is voor de visserij van beperkt commercieel belang. In de hengelsport wordt er weinig op de vis gejaagd.

## Bloed
IJsvissen die leven onder zeer lage temperaturen zijn organismen met wit bloed. Een zuurstofdragende stof blijkt niet nodig te zijn aangezien er al genoeg zuurstof opgelost kan worden in het bloedplasma.